# Chlorophorus abyssinicus
Chlorophorus abyssinicus là một loài bọ cánh cứng trong họ Cerambycidae.